# Norweskie Muzeum Techniki
Norweskie Muzeum Techniki (norw. Norsk Teknisk Museum) – muzeum w Oslo, które w 1995 roku uzyskało status Muzeum Narodowego.

## Historia
Muzeum powstało w 1914 roku w związku z wystawą jubileuszową na terenie Frogner w Oslo. Została ona zorganizowana z okazji obchodów 100-lecia powstania norweskiej konstytucji. W muzeum zachowało się kilka eksponatów z tamtej wystawy. Początkowo nie miało swojej siedziby i zbiory znajdowały się w Muzeum Łodzi Wikingów w Bygdøy, a potem w Fyrstikkalléen w Etterstad. W obecnym budynku na terenie Kjelsås muzeum działa od maja 1986 roku. Odwiedzający mogą obejrzeć ponad 25 stałych wystaw oraz wystawy czasowe. Odrębnymi fundacjami działającymi w ramach Norsk Teknisk Museum są: Narodowe Muzeum Medyczne założone w 2001 roku, które gromadzi i eksponuje zbiory dotyczące historii medycyny oraz od 1995 roku Norweskie Muzeum Zegarów, które powstało w 1904 roku.

## Wystawy
Projektantem budynku otwartego w maju 1986 roku był Rolf Ramma Østgaard. Ma on 20 700 metrów kwadratowych i znajdują się w nim sale wystawowe, biura, magazyny, warsztaty i biblioteka. Biblioteka zawiera jedną z największych kolekcji książek, czasopism i materiałów archiwalnych na temat historii przemysłu i techniki. Muzeum wydaje rocznik Volund.
Wystawy w budynku znajdują się na czterech poziomach. Trzy stałe wystawy przygotowało Muzeum Medyczne. Inne wystawy stałe:
- Ropa i Gaz - czyli historia norweskiego przemysłu naftowego[8]
- Instrumenty muzyczne - można tu obejrzeć 60 unikatowych eksponatów oraz  posłuchać najstarszego norweskiego nagrania z 1879 roku[9],
- Plastik[10]
- Transport - wystawa pokazująca jak zmieniały się środki transportu. Możemy tu zobaczyć balony na ogrzane powietrze, samoloty, lokomotywę i dużą kolekcję samochodów[11]

## Zbiory
W zbiorach muzeum znajduje się  pierwszy silnik parowy w Norwegii z 1820 roku, pierwszy samochód w Norwegii z 1895 roku i pierwszy samolot w Norwegii z 1912 roku. Oprócz zbiorów historycznych i muzealnych zwiedzający mogą praktycznie poznawać wiedzę korzystając z Centrum wiedzy i Centrum robotyki. Muzeum zawiera około 40 000 eksponatów ukazujących historię przemysłu, technologii i nauki. Kolekcja Muzeum Medycznego liczy około 10 000 eksponatów.

## Nagrody
- w lipcu 2019 roku Muzeum otrzymało nagrodę British Society for the History of Science za wystawę FOLK: From Racial Types to DNA[13].
- w 2015 roku Ecsite Creative Award za wystawę TING[14] zorganizowaną z okazji dwustulecia norweskiej konstytucji i stulecia Muzeum[15]
- w 2015 roku MUSE Award srebro w kategorii Instalacje interaktywne za rozwiązania podczas wystawy TING[16].
- w 2009 roku Leading Edge Award za wystawę Klima X. Poruszała ona problem zmian klimatu. Odwiedzający mogli ich doświadczyć ubierając przed wejściem na wystawę gumowce, gdyż podłoga była pokryta kilkoma centymetrami wody[17].